# 駐大韓民国中華人民共和国大使
駐大韓民国中華人民共和国大使（ちゅうだいかんみんこくちゅうかじんみんきょうわこくたいし）は、中華人民共和国政府が派遣し大韓民国に駐在する特命全権大使である。1992年8月24日、中華人民共和国は大韓民国と外交関係を樹立、8月27日には駐韓大使館が正式に開設され、中華人民共和国は駐韓特命全権大使の派遣を開始した。

## 一覧
| 代 | 姓名   | 任命            | 任命            | 着任            | 信任状捧呈      | 免職            | 免職            | 離任           | 職種         | 備考                         |
| 代 | 姓名   | 全国人大常委会  | 主席            | 着任            | 信任状捧呈      | 全国人大常委会  | 主席            | 離任           | 職種         | 備考                         |
| -- | ------ | --------------- | --------------- | --------------- | --------------- | --------------- | --------------- | -------------- | ------------ | ---------------------------- |
| 1  | 裴家義 |                 |                 | 1992年 8月      | 1992年 8月26日  |                 |                 | 1992年 9月12日 | 臨時代理大使 | 大使館設置への準備として派遣 |
| 2  | 張庭延 | 1992年 9月4日   | 1992年 9月14日  | 1992年 9月12日  | 1992年 9月15日  | 1998年 4月29日  | 1998年 9月17日  | 1998年 8月12日 | 特命全権大使 |                              |
| 3  | 武大偉 | 1998年 4月29日  | 1998年 9月17日  | 1998年 9月      | 1998年 9月24日  | 2001年 4月28日  | 2001年 11月27日 | 2001年 7月     | 特命全権大使 |                              |
| 4  | 李浜   | 2001年 6月30日  | 2001年 11月27日 | 2001年 9月      | 2001年 10月4日  | 2005年 4月27日  | 2005年 9月11日  | 2005年 8月     | 特命全権大使 |                              |
| 5  | 寧賦魁 | 2005年 4月27日  | 2005年 9月11日  | 2005年 9月      | 2005年 9月26日  | 2008年 4月22日  | 2008年 11月6日  | 2008年 10月    | 特命全権大使 |                              |
| 6  | 程永華 | 2008年 4月22日  | 2008年 11月6日  | 2008年 10月26日 | 2008年 11月10日 | 2009年 12月26日 | 2010年 3月9日   | 2010年 2月     | 特命全権大使 |                              |
| 7  | 張鑫森 | 2010年 2月26日  | 2010年 4月13日  | 2010年 3月31日  | 2010年 4月26日  | 2013年 12月28日 | 2014年 2月27日  | 2013年 12月    | 特命全権大使 |                              |
| 8  | 邱国洪 | 2013年 12月28日 | 2014年 2月27日  | 2014年 2月12日  | 2014年 2月28日  |                 | 2020年 2月7日   | 2019年 12月    | 特命全権大使 |                              |
| 9  | 邢海明 |                 | 2020年 2月7日   | 2020年 1月30日  | 2020年 2月7日   | 現職            | 現職            |                | 特命全権大使 |                              |